# Hajfa Bat Gallim
Stacja kolejowa Hajfa Bat Gallim (hebr.: חיפה_בת_גלים) – jedna ze stacji kolejowych w Hajfie, w Izraelu. Jest obsługiwana przez Rakewet Jisra’el.

Stacja znajduje się w północnej części miasta Hajfa. Przy stacji znajduje się port Hajfa, dworzec autobusowy Bat Gallim oraz stadion piłkarski Kiryat Eliezer Stadium. Dworzec jest przystosowany dla osób niepełnosprawnych.

## Połączenia
Pociągi z Hajfy jadą do Naharijji, Tel Awiwu, Lod, Modi’in, Rechowot, Aszkelonu i Beer Szewy.
| Hajfa Bat Gallim                                             |  |                      |
| Linia Naharijja–Hajfa–Tel Awiw–Modi’in Inter-City Service    |  |                      |
| Hajfa Merkaz-ha-Szemona                                      |  | Hajfa Chof ha-Karmel |
| Linia Naharijja–Hajfa–Tel Awiw–Beer Szewa Inter-City Service |  |                      |
| Hajfa Merkaz-ha-Szemona                                      |  | Hajfa Chof ha-Karmel |
| Linia Kirjat Mockin–Hajfa Suburban Service                   |  |                      |
| Hajfa Merkaz-ha-Szemona                                      |  | Hajfa Chof ha-Karmel |